# Sonia Nassery Cole
Sonia Nassery Cole (en darí: سونیا ناصری کول‎ ; nacida en 1965)es una activista de derechos humanos, cineasta y autora estadounidense nacida en Afganistán.

## Trayectoria
Sonia Nassery Cole nació en Kabul, Afganistán, hija de un diplomático afgano. A los catorce años, huyó de Afganistán en medio de la invasión soviética de 1979 para buscar refugio en los Estados Unidos de América sin su familia.
A los diecisiete años, escribió una carta de nueve páginas al presidente Ronald Reagan sobre la situación en su país y pidió ayuda y trató de reunirse con él.

### Labor humanitaria en Afganistán
Cole fundó la Fundación Mundial de Afganistán en 2002 y comenzó a hacer películas. Ella desempeñó un papel decisivo en la recaudación de fondos utilizados para diversas necesidades, como la construcción de un hospital para mujeres y niños en Kabul, atención médica para las víctimas de minas terrestres y otras causas. Cole se dedica principalmente de mejorar las condiciones de las mujeres y los niños en Afganistán.
Sonia también se hizo amiga de la cantante Natalie Cole mientras trabajaba con la Fundación Mundial Afgana. Se convirtió en miembro de la junta directiva de la organización junto con Henry Kissinger, el Príncipe Alberto de Mónaco, Anne Heche y Susan Sarandon.

### Carrera cinematográfica
Cole ha trabajado en cine desde 1994. En 2007 dirigió el cortometraje The Bread Winner. En 2010, su película El tulipán negro fue seleccionada como la candidata oficial de Afganistán a la Mejor Película en Lengua Extranjera en los 83.º Premios Óscar. La película ganó premios a la "mejor película" en el Festival de Cine de Boston, el Festival de Cine de Beverly Hills y el Festival de Cine de Salento.
La película, que se estrenó en el Cine Ariana el 23 de septiembre de 2010 y se proyectó en la base de la  OTAN así como en una embajada estadounidense, fue distribuida por SnagFilms, y trata sobre una familia en Kabul que abre un negocio de restaurantes después de la caída del régimen talibán. La película recibió prensa en The New York Times,The New York Observer, NBC y ABC.
Su película I Am You (2019) es un largometraje independiente basado en la historia real de tres refugiados afganos.

## Reconocimientos
Recibió el premio "Reconocimiento del Congreso" el 4 de diciembre de 2006, el "Premio Hermandad Afgano-Americana" y el "Premio Mujeres Juntas de ONU" el 7 de junio de 2012. Cole es miembro del Jodi Solomon Speakers Bureau. También recibió el «Freedom to Write» del  PEN Center.